# Алојз Негрели
Николаус Алојз Марија Винценц Негрели, Ритер фон Молделбе (Фјера ди Примијеро, 23. јануар 1799 — Беч, 1. октобар 1858) био је грађевински инжењер и пионир железнице, активан у пројектима Аустријског царства, Швајцарске, Немачке и Италије.

## Биографија
Алојз Негрели је рођен као Луиђи Негрели. Био је седмо од укупно десеторо деце својих родитеља. Отац му је био етнички Италијан а мајка етничка Немица. Родно место му се зове Фјера ди Примијеро (нем Markt Primör) у Доломитима. Село се налази у Трентину (нем Trient), тада у Аустријском царству, данас у северној Италији. Будући да су били део велш-тиролског наслеђа (јужни Тиролци који говоре романски), отац и једна од његових старијих сестара активно су подржавали Тиролску побуну 1809. године, коју је предводио Андреас Хофер против окупације Тирола од стране француских и баварских трупа. Алојзов отац је годинама био заточен, да би се коначно вратио кући 1814. Породица је изгубила значајан део свог богатства, па се борила да омогући добро образовање и бољи живот за Алојза и његову браћу и сестре. Овај труд су олакшале владине власти у знак признања за њихову пожртвованост.  Алојз Негрели је добио аустријску стипендију и отишао у средњу школу у Фелтреу 1812. године, заједно са својом браћом. Касније је студирао у Падови и Инзбруку 1817.

### Грађевинарство
Након што је 1818. започео своју каријеру као асистент Одељења за грађевинарство у Инзбруку, од 1825. године је радио у Форарлбергу и живео је у Брегенцу. Негрели је изградио мост Гшвендтобел у Лингенауу, као наткривени дрвени мост који још увек постоји. Тада је још радио и на уређивању корита реке Рајне у Алпима. Преселио се у Швајцарску 1832. године и учествовао у подизању разних грађевина у кантону Сент Гален. Године 1835. Негрели је позван у Цирих, где је  радио на мосту у Мунстеру (нем Münsterbrücke) који је прелазио Лимат. Камени мостови су у то време још увек грађени преко дрвеног оквира. Такође је створио нову Корнхаус (житницу) 1839. која је касније постала прва Тонхалле (концертна дворана) у Цириху.

### Изградња железнице
Почевши од 1836. Негрели је почео да планира прву железничку линију у Швајцарској. Швајцарска северна железница изграђена је 1846. године од Цириха до Бадена, под Негрелијевим надзором. Током путовања у Енглеску, Француску и Белгију, проучавао је достигнућа у изградњи железница, а затим је објавио своје идеје о прилагођавању нових технологија планинским регионима, што је привукло велику пажњу стручне јавности.  Године 1837. залагао се за стварање железничке пруге Инзбрук – Куфштајн у Тиролу. Направио је прелиминарне планове за ову пругу, на којима је касније и заснован пројекат изградње.
Негрели се вратио да ради у Аустрију 1840. године. Изабран је за генералног инспектора за приватну Северну железницу цара Фердинанда и Северну државну железницу 1842. године. Био је одговоран за изградњу железничке пруге од Беча преко Прага до немачке границе у правцу Дрездена и преко Остраве до пољске границе у правцу Кракова. Негрели је припремио пругу до Лавова и њено проширење до руске границе даље на исток. Водио је изградњу Негрелијевог вијадукта између 1846. и 1849. године, железничког моста који је прелазио реку Влтаву у Прагу. Овај мост је са 1.110 м дужине био најдужи мост те врсте у Европи све до 1910. године. Негрели је уложио свој утицај да се планинска железница Семмеринг изгради од стране колеге инжењера, Карла фон Геге, 1848. године, а његов савет је тражен за пројекте од стране разних других држава као што су Краљевина Виртемберг и Краљевина Саксонија у данашњој Немачкој. Године 1849. Негрели је у Краљевини Ломбардији-Венецији надгледао радове на јавним зградама, железници и телеграфским линијама и предводио је комисију која регулише саобраћај на реци По. Године 1850. одликован је за своје заслуге и добио је племићку титулу са ознаком Ритер фон Молделбе, коју је сам изабрао у знак сећања на време рада на рекама Влтави и Лаби. Након повратка у Беч 1855. године, Негрели је постављен за генералног инспектора новоосноване Краљевске привилеговане аустријске државне железничке компаније до 1857. године. Ова компанија ће касније постати Државна железничка компанија (нем Staats-Eisenbahn-Gesellschaft), претеча данашње Аустријске савезне железнице.

### Изградња Суецког канала
Негрели је, као и многи други инжењери свог времена, размишљао о могућностима изградње вештачког пловног пута који би повезао Средоземно са Црвеним морем. Године 1846. позвао га је Бартелеми Проспер Енфантен у Société d'Études du Canal de Suez. Због избијања Револуције 1848. Société d'Études је морала да прекине активности, и Негрели је тада послат у Ломбардију-Венецију.
Године 1855. Фердинанд де Лесепс је позвао Негрелија да поново учествује, сада у Међународној комисији за пробијање Суецког канала (фр. Commission Internationale pour le percement de l'isthme des Suez). Комисија се састојала од тринаест стручњака из седам земаља који су требали да испитају планове Линанта де Белефондса, дају студију изводљивости и одреде најбољу руту за канал. Негрели је био део групе за истраживање која је путовала у Египат крајем 1855. и почетком 1856. године. У завршним расправама комисије у Паризу крајем јуна 1856. преовладале су његове идеје о каналу без бродских преводница. Направљен је свеобухватан завршни извештај, укључујући планове и профиле, према којима је Суецки канал требало да гради компанија коју је крајем 1858. основао Лесепс.
Kритичари су се у великој мери противили, међу њима и Роберт Стивенсон, син пионира железнице Џорџа Стивенсона. Неко време је трајала свађа између бранилаца и критичара.   Негрели је био спречен да други пут отпутује у Египат и састане се са Лесепсом. Осећајући се лоше, одсуство са посла је искористио да остане у лечилишту ради опоравка. На повратку, Негрели је могао да присуствује конгресу о развоју железнице одржаном у Трсту пре него што је стигао кући у Беч. Већ озбиљно болестан, до септембра је успео да напише последњи одговор на Стивенсонове критике. Негрелијев одговор је објављен у Аустријском гласнику (нем Oesterreichische Zeitung) 26. септембра 1858.
Алојз Негрели фон Молделбе је умро у јутарњим сатима 1. октобра 1858. у 59. години живота. Могући узрок смрти било је тровање храном које је изазвало бактеријску инфекцију. Његова смрт догодила се само неколико недеља након што је био сведок оснивања компаније за Суецки канал, а само пола године пре него што су званично отпочели радови на пробијању овог канала.  